# Lundy
Lundy és una illa d'Anglaterra, la més gran del Canal de Bristol. Es troba a 19 km de la costa de Devon, en el districte de Torridge, aproximadament a una tercera part de distància en el canal de Devon, anant d'Anglaterra a De Cymru. Lundy dona nom a una zona marítima britànica. Lundy ha estat designada per Natural England com l'àrea de caràcter natural 159, una de les regions naturals.